# J.H. Nebelong
 Der er flere personer med dette navn, se J.H. Nebelong (organist).
Johan Henrik Nebelong (født 20. juli 1817 i København, død 1. marts 1871 samme sted) var en dansk arkitekt, virksom i Danmark og Norge. Hans broder N.S. Nebelong var også arkitekt.

## Opvækst og uddannelse
Nebelong blev født i København og var søn af skomagermester Johan Henrik Nebelong og Anna Christine, født Schreyber. Da han viste talent for tegning, kom han på Hetschs tegneskole og fortsatte siden på Kunstakademiet, hvor han vandt forskellige medaljer og præmier, bl.a. 1839 den Neuhausenske Præmie for opgaven et Badeværelse. Året efter rejste han til Norge for at hjælpe slotsarkitekten Hans von Linstow med med dekorationen af det indre af det kongelige slot i Christiania (Oslo). Her blev han i 13 år og udførte adskillige større byggeforetagender, som et hospital for spedalske i Bergen, et toldbodpakhus i Christiania, restaureringen af Hitterdalskirken m.m. Desuden en mængde privatbygninger og frem for alt lystslottet Oscarshall i Nærheden af Oslo, som skaffede ham kongens usvækkede venskab. Han var tillige lærer ved bygningsskoien i Oslo og tilbragte året 1842 på studierejse, særlig i Tyskland, på stipendium fra den norske regering. Sammen med blandt andre J.C. Dahl var han med til at stifte Foreningen til Norske Fortidsminnesmerkers Bevaring i 1844 og sad i bestyrelsen frem til 1853, da han vendte tilbage til København.
Efter sin hjemkomst til Danmark blev han ansat som lærer i bygningskunst ved Akademiet, og blev i 1855 medlem af Akademiet på et fyrsteligt Landslot samt i 1857 bygningsinspektør for Københavns 1. Distrikt. Han var medlem af Charlottenborgs Censurkomité 1858-1866, og 1860 fik han titel af professor. Også i Danmark virkede han i stort omfang som udøvende arkitekt. For Frederik 7. foretog han gennemgribende reparationer af Jægerspris Slot og opførte den skibsformede spisesal på Skodsborg efter en skitse af kongen. Desuden byggede han en mængde villaer og privathuse, f.eks. grosserer Brobergs landsted på Strandvejen og grosserer J.A. Meyers anselige ejendom på Vesterbrogade 94; en for den tid ualmindelig pompøs bygning. Desuden om- og tilbyggede han Oringe Sindssygeanstalt, hvoraf første halvdel stod færdig 1857, anden halvdel 1871. I Norge byggede han Bergen Museum, 1862-1865, som dog i udførelsen ikke ganske svarer til hans tegninger.
Nebelong var en fuldblods elev af Hetsch og uddannede selv en række dygtige arkitekter, f.eks. Charles Abrahams, Vilhelm Dahlerup og Albert Jensen. Han havde fra sin tidligste tid en udpræget sans for det dekorative i arkitekturen og udmærkede sig ved sine elegante enkeltheder.
Han er portrætteret på en tuscheret blyantstegning af J.V. Gertner 1840 på Frederiksborgmuseet. Maleri af G.F. Clement hos udstillingskomiteen på Charlottenborg. Træsnit 1876 efter fotografi.

## Værker

### I Norge
- Interiørene til Det Kongelige Slott, Oslo (1840-48)
- Karl Johans gate 31, Oslo (1842), senere ombygget til Grand Hotel (1874)
- Akersgata 65/Teatergata 1, Oslo, lejehuset Malthegården eller Maltheby (1844)
- Kommandantboligen på Akershus Slot, senere kaldet General Glads bolig (1844)
- Ledede arbejdet med udgravning og restaurering af klosterruinerne på Hovedøya (1845-47)
- Lungegårdshospitalet for spedalske i Bergen (1845-49, nedbrændt 1853)
- Parkveien 27, kaldet Villa Myseosten, Oslo (1845-46, tilskrivning)
- To broer til haven ved Bygdø Kongsgård (1846)
- Wergelandsveien 29, Oslo, nygotisk villa som egen bolig (1846, nedrevet 1918)
- Villa, Wergelandsveien 25, Oslo (1847)
- Rosenkrantz' gate 7, Oslo (1847), oprindeligt Nissens gutteskole, senere ombygget til Christiania Haandværks- og Industriforening (1882)
- Sørligata 54, Oslo, Heibergløkken eller Professorløkken, sommerbolig for professor Christian Heiberg (1847, ombygget til børnehave 1960)
- Oscarshall lystslot med kavalerbygning, portnerbolig, parkanlæg og gartneri på Bygdøy (1847-52)
- Hovedbygningen på Bærum Værk for hofchef, baron Harald Wedel-Jarlsberg (1848)
- Ombygning og restaurering af Heddal stavkirke i Telemark (1849-52)
- Hovedbygning ved Rønnerud gård – gårdanlæg på Jevnaker (1849-52)
- Villa og parkanlæg Alunverket på Grønlia ved Christiania (1850'erne, nedrevet 1877 i forbindelse med anlæggelsen af Smaalensbanen og Ljabrochausséen)
- Portnerbolig og gartnerbolig på Fløyen (1850'erne)
- Landfalløya i Lier (1850)
- Toldbodkaia 1, Stenpakkhuset, Oslo (1850)
- Kroer Kirke i Akershus (1852, nedbrændt 1924)
- Udarbejdelse af udkast til standardiserede kirker, i samarbejde med Christian H. Grosch og Heinrich Ernst Schirmer (1854-60)
- Prinsensgate i 3a og 3b, Oslo (1860'erne)
- De naturhistoriske samlinger ved Bergen Museum (1862-67)
- Deset Kirke i Østerdalen opført efter Nebelongs standardtegninger (1867, ombygget i 1903)

### I Danmark
- Dronning Caroline Amalies Bibliotek, Amalienborg (1853, med C.V. Nielsens møbler)
- Konduktør for M.G. Bindesbøll ved opførelsen af Oringe Sindssygehospital (fra 1854)
- Fuldførelsen af Oringe Sindsygehospital (1857)
- Bygning for artillerigeneralen og Tøjhusets kontorer, Frederiksholms Kanal 29, København (1862)
- Klampenborg Badehotel (1866, brændt 1923)
- Vesterbrogade 94 , København (1868)
- Tilbygning til Oringe Sindsygehospital (1868-71, fuldført af broderen N.S. Nebelong)
- Gammel Kongevej 25, København (1869)
- Borgerstiftelsen i Vordingborg (1870, udvidet 1916 af J.V. Lund)
- Kvalbø Kirke, Færøerne (1859, nedrevet)

### Restaureringer og ombygninger
- Interiører, Kongeslottet i Oslo (fra 1840)
- Heddal stavkirke i Telemark (1849-51)
- Vor Frelsers Kirke, København (1849-53)
- Frederik VIIs spisesal, Palæet i Skodsborg (1858-59, fredet 1994)
- Tøjhuset, København (1862, Nebelongs tilføjelser fjernet af Thorvald Jørgensen 1921)
- Jægerspris Slot (1862)
- Hovedbygning, Rosenvold (1865, ændret 1928-30 af Jens Ingwersen)
- Brødrene Petersens Jomfrukloster, Amagertorv 29, København (o. 1867, ombygget af Bent Helweg-Møller 1920-23)
- Prinsessegades Kommuneskole, København (1865)

### Projekter
- Kirke i Oslo (1849)
- Børssalens omdannelse (1856)
- Ombygning af Tøjhuset, København (1859-64)

### Dekorative arbejder
- Under opholdet i Norge flere gravmæler, bl.a. gravmonument i støbejern over forfatteren Maurits Hansen ved Kongsberg Kirke (1844), gravmæler for Eidsfoss Værk
- Stakit i støbejern omkring Wedelmonumentet på Bygdøy (1844)
- Gravmonument i sten og støbejern for jernværksejer Jacob Aall på Holt Kirkegård ved Arendal (1849)
- Støbejernsovne for Bærum Værk
- Møbler